# Il popolo rock
Il popolo rock è il primo album dal vivo dei Tazenda, pubblicato nel 1993 dalla Visa Record.

## Il disco
L'album contiene due canzoni inedite: Il popolo rock, che dà il titolo all'album, e Sa dansa, aperta dalla voce di Maria Carta.
Per quanto riguarda la parte live, vengono rappresentate in un doppio album le canzoni che maggiormente hanno contribuito al loro successo in quel periodo. Nell'album è udibile la presenza di parti di rumore del pubblico ripetute, quindi incollate alle tracce audio.

## Tracce
Testi e musiche di Gino Marielli, eccetto dove indicato.

### Disco 1
1. Il popolo rock – 5:03
2. Mamoiada – 6:03
3. No potho reposare – 5:59 (testo: Salvatore Sini)
4. Non la giamedas Maria – 4:47
5. Pitzinnos in sa gherra – 4:14 (testo: Gino Marielli, De André)
6. S'ispera manna – 5:57
7. Chelu nieddu – 7:27
8. Disamparados/Spunta la Luna dal monte – 5:33

### Disco 2
1. Sa dansa – 5:46 (testo: Marielli, Parodi)
2. Desvelos/Bettamus intro a nois – 5:27
3. A sa zente – 4:47 (testo: Gino Marielli, Virdis)
4. Un alenu 'e Sole – 3:41
5. Ave Maria/Sa festa – 7:12 (testo: tradizionale/Gino Marielli)
6. Carrasecare – 5:58 (testo: Marras, Gino Marielli)
7. Nanneddu – 5:18 (testo: Peppino Mereu)
8. Presentazione (Gruppo) – 1:03

## Formazione
Tazenda
- Andrea Parodi – voce
- Gigi Camedda – tastiera, voce
- Gino Marielli – chitarra solista, voce

Altri musicisti
- Maria Carta – voce in Sa dansa
- Massimo Cossu – chitarra ritmica
- Fabrizio Guelpa – batteria, percussioni
- Roberto Valentini – basso